# Granat (album)
Granat – album studyjny polskiego basisty Wojciecha Pilichowskiego. Wydawnictwo ukazało się w 1996 roku nakładem wytwórni muzycznej PolyGram Polska. Album znalazł w Polsce 10 tys. nabywców. Płyta została nagrana pomiędzy sierpniem a wrześniem 1996 roku w Izabelin Studio we współpracy z realizatorem Andrzejem Karpiem. Materiał wyprodukował Wiesław Pieregorólka. Na płycie wystąpili liczni goście w tym m.in. wokalista zespołu De Mono – Andrzej Krzywy, gitarzysta Lady Pank – Jan Borysewicz oraz Zbigniew Hołdys, znany z występów w zespole Perfect.
W 1996 roku album otrzymał nominację do nagrody polskiego przemysłu fonograficznego Fryderyka w kategorii Album roku - jazz.

## Lista utworów
Opracowano na podstawie materiału źródłowego.
| Nr  | Tytuł utworu         | Słowa                | Muzyka               | Długość |
| --- | -------------------- | -------------------- | -------------------- | ------- |
| 1.  | „Slap Machine”       | utwór instrumentalny | Wojciech Pilichowski | 3:51    |
| 2.  | „Marcus”             | utwór instrumentalny | Wojciech Olszak      | 5:49    |
| 3.  | „Samotna Gwiazda”    | Wojciech Pilichowski | Wojciech Pilichowski | 4:17    |
| 4.  | „Zupełnie Dobrze”    | Izabela Ziółek       | Wojciech Pilichowski | 4:11    |
| 5.  | „Cowboy Z Pragi”     | utwór instrumentalny | Wojciech Pilichowski | 1:24    |
| 6.  | „Cytrynowy Spray”    | Piotr Bukartyk       | Krzysztof Herdzin    | 4:11    |
| 7.  | „Funky”              | utwór instrumentalny | Wojciech Olszak      | 3:09    |
| 8.  | „Coś Na Bas I Smyki” | utwór instrumentalny | Wojciech Pilichowski | 3:21    |
| 9.  | „Bez Słów”           | utwór instrumentalny | Marek Bychawski      | 4:54    |
| 10. | „Heavy Funk”         | utwór instrumentalny | Marek Bychawski      | 3:38    |
| 11. | „Granat”             | utwór instrumentalny | Granat               | 0:09    |
| 12. | „Sztandar”           | utwór instrumentalny | Wojciech Pilichowski | 6:40    |
| 13. | „Idol”               | Zbigniew Hołdys      | Zbigniew Hołdys      | 4:38    |
| 14. | „Bzdurki Dla Córki”  | utwór instrumentalny | Marek Bychawski      | 3:12    |
|     |                      |                      |                      | 53:24   |

## Twórcy
Opracowano na podstawie materiału źródłowego.

- Wojciech Pilichowski – gitara basowa, aranżacja (1-6, 12, 13)
- Andrzej Krzywy – wokal prowadzący (6)
- Zbigniew Hołdys – wokal prowadzący (13)
- Jarosław Wajk – wokal prowadzący (3, 4, 13)
- Anna Świątczak – wokal wspierający (4, 6)
- Izabela Ziółek – wokal wspierający (4, 6)
- Wiesław Pieregorólka – aranżacja kwartetu smyczkowego (8, 14), produkcja muzyczna
- Sebastian Piekarek – gitara (1, 2, 3, 4, 7, 10, 12, 13)
- Wojciech Olszak – instrumenty klawiszowe (1-4, 7, 12, 13), aranżacja (1-4, 7, 13)
- Marek Bychawski – instrumenty klawiszowe (6, 9, 10, 14), aranżacja (6, 9, 10, 14), trąbka (9, 14)
- Michał Dąbrówka – perkusja (2, 5, 6, 7, 12)
- Tomasz Łosowski – perkusja (1, 3, 4, 9, 10, 13, 14)
- Mariusz Mielczarek – saksofon (1-4, 6, 7, 9, 10, 14)
- Jan Borysewicz – gitara (2)
- Jacek Wąsowski – gitara dobro (5)
- Rafał Jezierski – wiolonczela (8, 14)
- Marek Leszczyński – altówka (8, 14)
- Mariusz Jagoda – skrzypce (8, 14)
- Stanisław Dziąg – skrzypce (8, 14)
- Łukasz Golec – trąbka (1, 9, 10)
- Andrzej Rękas – puzon (1, 9, 10)
- Granat – aranżacja (9)
- Piotr Garlicki – opracowanie graficzne
- Julita Emanuiłow – mastering
- Irek Kielczyk – zdjęcia
- Andrzej Karp – realizacja nagrań